# Bandiera della Cascadia
La bandiera della Cascadia, in inglese detta anche Doug flag o Old Doug, è la bandiera non ufficiale della Cascadia. La bandiera prende il nome dall'abete Douglas che vi campeggia. La bandiera è un tricolore composto da tre strisce orizzontali blu, bianca e verde, al centro delle quali campeggia un abete Douglas verde scuro.

## Storia e significato
La bandiera è stata progettata da Alexander Baretich, originario di Portland nell'anno accademico 1994-1995. Alexander Baretich registrò la bandiera cascadiana come sua proprietà intellettuale, costituendo la Cascadian Flag Cooperative, Inc. con l'obiettivo di proteggere degli ideali sposati dal creatore della bandiera nel suo utilizzo. Infatti, nel 2015 Baretich ha espresso la speranza che i suoi progetti «non vengano utilizzati per odio, sfruttamento e qualsiasi cosa vada contro i valori o i principi del bioregionalismo», aggiungendo che «nella ricerca di una bandiera bioregionale, credo che sia la bioregione a catturare l'artista, non l'artista che cattura la bioregione». Spiegando il significato della sua opera, l'autore dichiarò:
(Alexander Baretich)
La striscia blu rappresenta il cielo, l'oceano Pacifico e il mare dei Salish, nonché la miriade di fiumi che attraversano la bioregione, tra cui il Columbia, lo Snake e il Fraser; il bianco rappresenta le nuvole e la neve; mentre il verde rappresenta i campi e le foreste sempreverdi della regione. Infine, l'albero simboleggia «la resistenza, la sfida e la resilienza contro il fuoco, le inondazioni, i cambiamenti catastrofici e sempre più contro l'uomo antropocentrico». Secondo il Dipartimento della Bioregione della Cascadia, la bandiera simboleggia «la bellezza naturale e l'ispirazione che offre il Pacifico nordoccidentale, ed è una rappresentazione diretta della bioregione», mentre lo stesso autore ha affermato che: «nel loro complesso questi colori simbolici e queste immagini si uniscono per significare ciò che significa essere cascadiani».

## Utilizzo

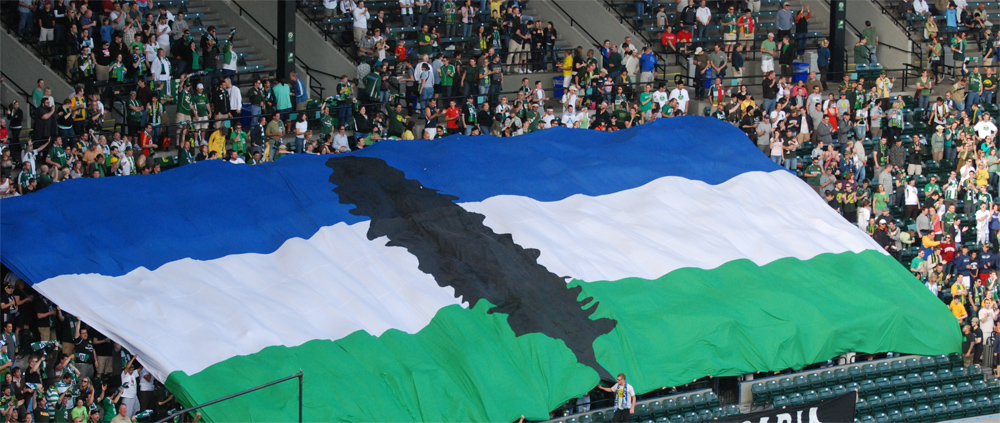
La bandiera cascadiana esposta dai tifosi dei Portland Timbers durante una partita giocata a Portland nel 2010.

Sin da subito, la bandiera ha progressivamente guadagnato popolarità, venendo universalmente riconosciuta come la bandiera non ufficiale della Cascadia. Kelton Sears di Vice Media nel 2014 ha affermato che la bandiera «è rapidamente diventata il simbolo dominante della nascente identità cascadiana». Il vessillo, infatti, è stato utilizzato in occasione di eventi locali, tra cui le partite dei Portland Timbers, le parate del pride, le proteste ambientali e le attività del movimento Occupy. La bandiera è apparsa sulle etichette delle birre prodotte nei microbirrifici cascadiani e, per qualche tempo, anche sulle casse della Phillips Brewing, birra prodotta a Victoria. I Fleet Foxes, band folk di Seattle, ha incluso la bandiera sul retrocopertina del loro album in studio del 2011 Helplessness Blues. La bandiera è comparsa anche nel retro del colletto della divisa casalinga dei Seattle Sounders FC nella stagione 2021-2022.